# Islámská filozofie
Arabská filozofie či islámská filozofie, někdy též falsafa je souhrnné označení pro filozofie vytvořené Araby a příslušníky jiných muslimských národů (Peršanů, turkických národů a dalších), kterým arabština sloužila či slouží coby mezinárodní jazyk (obdobně jako latina ve středověké Evropě). Arabská filozofie tvoří charakteristický celek podobně jako filozofie západní, činská filozofie, či filozofie indická. Je výraznou součástí arabské kultury.

## Charakteristika
Hlavní snahou islámské filozofie je zprostředkovat soulad racionálního poznání s učením Koránu. Jejím předchůdcem byl v 9. století tzv. kalám – systematická islámská teologie využívající dialektiku.
Arabská (islámská) filozofie pochopitelně existuje i dnes; největšího rozkvětu však dosáhla ve středověku, kdy výrazně ovlivňovala evropskou scholastiku. Označení falsafa se používá zpravidla právě pro filozofii tohoto období. Zásluhu na jejím vzniku nesou překladatelské snahy zejména syrských křesťanů, kteří tak uvedli do arabského světa především řecký novoplatónismus, aristotelismus a stoicismus. Dále ji ovlivnilo indické myšlení a další východní nauky.
Falsafa dosáhla svého vrcholu v Iráku a Íránu během 9.–11. století, v Andalusii (Španělsko) během 11.–12. století. Jejími centry byl na východě Bagdád a na západě Córdoba a nejvýznačnějšími představiteli Al-Fárábí, Avicenna (Ibn Síná) a Averroes (Ibn Rušd). Tito filozofové byli často mnohostrannými učenci: kromě filozofie a logiky ovlivnili též matematiku, muzikologii či alchymii a velmi často se věnovali lékařství.

## Dějinný přehled
Hlavním duchovním centrem východu se od roku 330 na více než tisíc let stalo hlavním město Východořímské říše – Konstantinopol. Zde se střetlo řecké filozofické myšlení, římské chápání státu a křesťanská víra, aby se navzájem ovlivňovali a vytvářeli určitou syntézu. Bylo celkem přirozené, že se tu komentovala Aristotelova logika a Platónovy dialogy.
Tyto komentáře se v arabských zemích (mezi které tehdy patřila Sýrie, Persie, Turecko a Egypt) staly východiskem takového rozkvětu věd a filozofie, jaký tehdejší západní svět do té doby neznal. To platí zejména o letech 800–1200. Bez nadsázky lze říci, že arabští učenci zachránili dědictví řecké filozofie, zejména pak Aristotelův filozofický odkaz.
Arabskou filozofii lze tradičně dělit na východní (s centrem v Bagdádu) a západní (s centrem v Córdobě).
Nejstarší bagdádští filozofové byli zároveň lékaři a přírodovědně orientovanými učenci: Alkindus a Al-Fárábí. Oba zřetelně ovlivnil novoplatónismus, zejména učení o emanaci (vyzařování) všech jevů z jednoho ducha.
Až Avicenna ovlivňuje vliv novoplatónismu ve prospěch Aristotela. Avicennovo hlavní dílo Kniha uzdravení je několika svazkovou encyklopedií filozofie a ostatních věd (logiky, fyziky, matematiky a metafyziky).
V 9. století vznikl ve Španělsku Córdobský chalífát. Tento státní útvar se roku 756 oddělil od Bagdádu. Následně docházelo k arabskému osvojováni si Aristotelova učení. Nejvýznamnějším představitelem je Averroes.
Mezi nejvýznamnější představitele moderní islámské filozofie patří například pákistánský básník a filozof Muhammad Iqbal.